# Supercoppa italiana (pallacanestro in carrozzina)
La Supercoppa italiana di pallacanestro in carrozzina è una competizione cestistica per club maschili, fondata nel 2001, in cui si affrontano i campioni d'Italia, cioè i vincitori del campionato di Serie A, e i vincitori della Coppa Italia. È la competizione che solitamente apre la stagione del basket italiano in carrozzina. L'attuale detentrice del trofeo è la Polisportiva Amicacci Giulianova.

## Albo d'oro
| Edizione | Vincitore                        | Finalista                        | Risultato     | Note                                   |
| -------- | -------------------------------- | -------------------------------- | ------------- | -------------------------------------- |
| 2001     | Anmic Sassari                    | Santa Lucia Sport Roma           |               |                                        |
| 2002     | Anmic Sassari                    |                                  |               |                                        |
| 2003     | Anmic Sassari                    | Santa Lucia Sport Roma           |               |                                        |
| 2004     | Anmic Sassari                    | Briantea 84 Cantù                |               |                                        |
| 2005     | Anmic Sassari                    | Santa Lucia Sport Roma           |               |                                        |
| 2006     | Santa Lucia Sport Roma           |                                  |               |                                        |
| 2007     | Padova Millennium Basket         | Santa Lucia Sport Roma           |               |                                        |
| 2008     | Dream Team Taranto               | Santa Lucia Sport Roma           |               |                                        |
| 2009     | Santa Lucia Sport Roma           |                                  |               |                                        |
| 2010     | Elecom Roma                      | Santa Lucia Sport Roma           |               | Roma finalista di Coppa Italia         |
| 2011     | Santa Lucia Sport Roma           | Elecom Roma                      |               |                                        |
| 2012     | Anmic Sassari                    | Santa Lucia Sport Roma           |               |                                        |
| 2013     | Briantea 84 Cantù                | Santa Lucia Sport Roma           |               | Santa Lucia finalista di Coppa Italia  |
| 2014     | Santa Lucia Sport Roma           | Briantea 84 Cantù                |               |                                        |
| 2015     | Santa Lucia Sport Roma           | Briantea 84 Cantù                | 55-47         | Cantù finalista di Coppa Italia        |
| 2016     | Briantea 84 Cantù                | Santa Lucia Sport Roma           | 73-38         | Santa Lucia finalista di Coppa Italia  |
| 2017     | Briantea 84 Cantù                | GSD Porto Torres                 | 90-28         | Porto Torres finalista di Coppa Italia |
| 2018     | Briantea 84 Cantù                | Santo Stefano Sport              | 78-45         | S. Stefano finalista di Coppa Italia   |
| 2019     | Briantea 84 Cantù                | Santo Stefano Sport              | 71-57         |                                        |
| 2020     | Non disputata                    | Non disputata                    | Non disputata | Non disputata                          |
| 2021     | Briantea 84 Cantù                | Santo Stefano Sport              | 65-60         |                                        |
| 2022     | Polisportiva Amicacci Giulianova | Briantea 84 Cantù                | 60-57         | Giulianova finalista di Coppa Italia   |
| 2023     | Santo Stefano Sport              | Polisportiva Amicacci Giulianova | 65-52         |                                        |
| 2024     | Briantea 84 Cantù                | Santo Stefano Sport              | 61-44         | S. Stefano finalista della Serie A     |

## Squadre vincitrici
| Titoli vinti per squadra | |
| Titoli                   | Squadra |
| 7                        | Briantea 84 Cantù                                                                                            |
| 6                        | Anmic Sassari                                                                                                |
| 5                        | Santa Lucia Sport Roma                                                                                       |
| 1                        | Padova Millennium Basket Dream Team Taranto Elecom Roma Polisportiva Amicacci Giulianova Santo Stefano Sport |